# Gabriel Gorce
Gabriel Juan Gorce Yepes (Madrid, 2 de agosto de 1990) es un deportista español que compitió en esquí alpino adaptado.
Gorce tuvo varios guías tales como Aleix Suñé, Félix Aznar y Arnau Ferrer. Ganó una medalla de bronce en los Juegos Paralímpicos de Sochi 2014 en la prueba de supercombinada para personas con discapacidad visual.

## Palmarés internacional
| Juegos Paralímpicos | Juegos Paralímpicos | Juegos Paralímpicos | Juegos Paralímpicos           |
| Año                 | Lugar               | Medalla             | Prueba                        |
| ------------------- | ------------------- | ------------------- | ----------------------------- |
| 2014                | Sochi (Rusia)       | Medalla de bronce   | Supercombinada (disc. visual) |